# Carex baileyi
Carex baileyi är en halvgräsart som beskrevs av Nathaniel Lord Britton. Carex baileyi ingår i släktet starrar, och familjen halvgräs. Inga underarter finns listade i Catalogue of Life.

## Bildgalleri

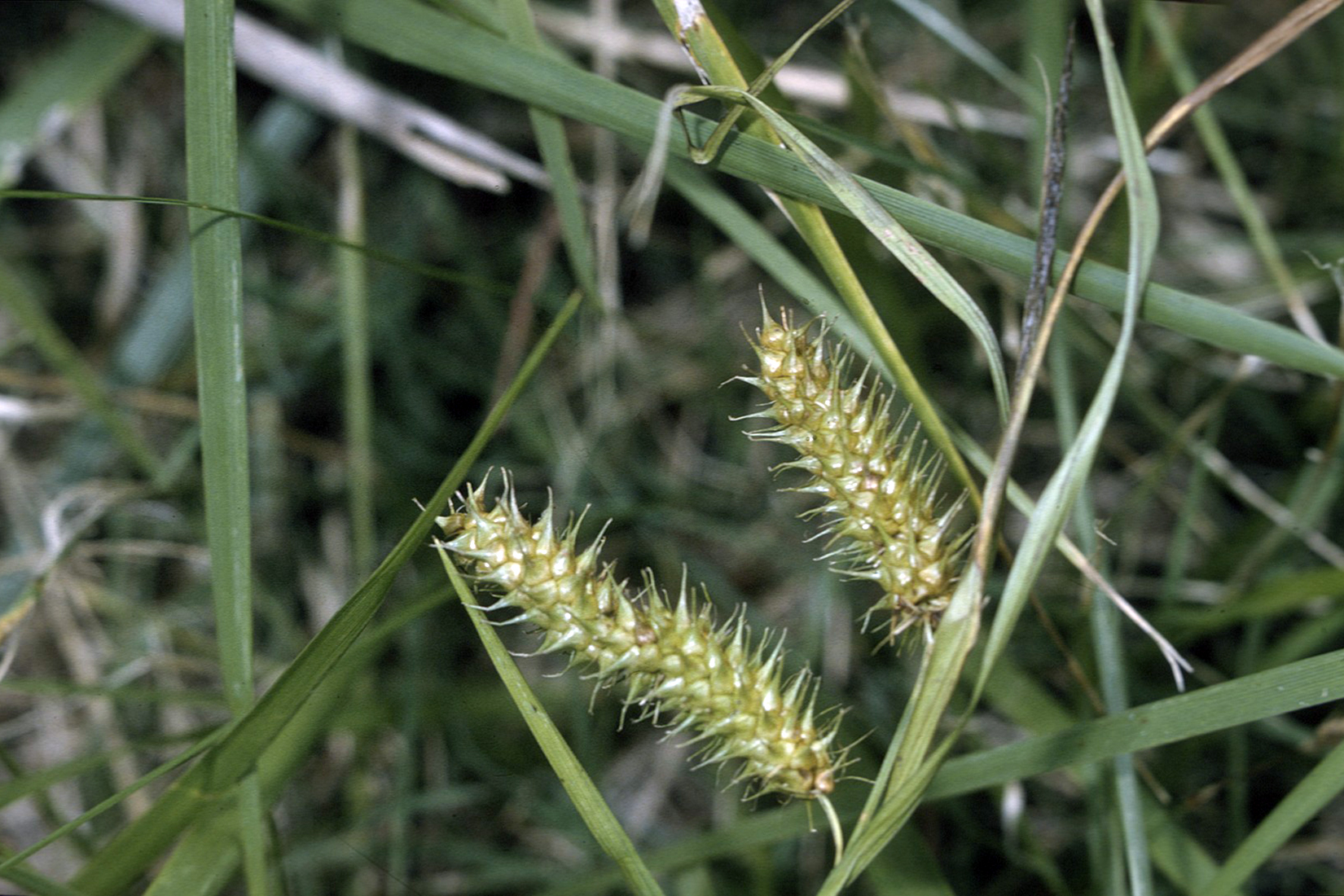